# Antoni Dragan
Antoni Dragan (ur. 14 czerwca 1957) – polski działacz studencki i przedsiębiorca.

## Życiorys
Z wykształcenia jest historykiem. W latach 1976–1982 należał do Socjalistycznego Związku Studentów Polskich, zaś po jego przekształceniu w 1982 w Zrzeszenie Studentów Polskich był członkiem ZSP. W latach 1985–1987 był przewodniczącym Rady Naczelnej ZSP. Od 26 września 1989 do 29 stycznia 1990 był zastępcą kierownika Wydziału Młodzieży, Stowarzyszeń i Organizacji Społecznych Komitetu Centralnego PZPR.
Po transformacji systemowej był dyrektorem zarządzającym Międzynarodowej Szkoły Menedżerów. Od 1997 zasiadał w Radzie Nadzorczej TVP S.A., a w lipcu 2003 został jej przewodniczącym. 

## Życie prywatne
Jego żoną jest Barbara Misterska-Dragan.